# 누마 다이키
누마 다이키(일본어: 沼 大希, 1997년 5월 2일 ~ )는 일본의 축구 선수이다.

## 구단 경력
그는 2016년부터 2018년까지 J리그의 교토 상가 FC, 가이나레 돗토리에서 활동하였다.